# El Jagüey, Guanajuato
El Jagüey är en ort i Mexiko.   Den ligger i kommunen Valle de Santiago och delstaten Guanajuato, i den centrala delen av landet, 240 km väster om huvudstaden Mexico City. El Jagüey ligger 1 795 meter över havet och antalet invånare är 346.
Terrängen runt El Jagüey är kuperad åt sydost, men åt nordväst är den platt. Terrängen runt El Jagüey sluttar norrut. Runt El Jagüey är det ganska tätbefolkat, med 166 invånare per kvadratkilometer. Närmaste större samhälle är Valle de Santiago, 5,7 km öster om El Jagüey. Trakten runt El Jagüey består till största delen av jordbruksmark.